# Титулы и ранги камбоджийских монархов
Камбоджийский монарший двор, как и дворы Таиланда, Бирмы и Лаоса, во многом следует древним индуистским традициям. Таким образом, обращения и титулы чрезвычайно сложны, с почти бесконечным разнообразием градаций, выраженных с большой тонкостью. Короли Камбоджи, как и многие азиатские правители, получают уникальную серию монарших титулов во время коронации или вступлении на престол. Однако большинство королей носили титулы Брхат Пада, Самдать Брхат, Варман, Раджадхираджа, Парама и Адипати. Изменения в статусе правителя могут обозначаться тонкими изменениями этих титулов во время правления. Европеизированный вариант титула — Король Камбоджи, с обращением Его Величество.
Европейские писатели зачастую пытались упростить чтение этих титулов, используя одно или несколько слов из них в качестве имен. Иногда они изобретали совершенно новые «имена», соединяя части княжеских титулов с частями личных имен. С точки зрения европейца, это было бы эквивалентно называть королеву Елизавету II, королевой «Защитница XX» или королевой «Герцогиня Эдинбургская-Александра I». Какими бы странными ни были эти интерпретации, на данный момент они утвердились в современной историографии.
Несколько человек могут на законных основаниях одновременно носить звание и титул короля. Однако длинная серия титулов позволяет использовать тонкие различия в обращениях, чтобы указать точный статус любого человека в королевской иерархии. Место в этой иерархии зависит от употребления следующих слов и фраз:
1. Самдать вместе со Сдать — верховный король. Обычно означает существование одного или нескольких других королей одновременно.
2. Сдать без Самдать — король. Обычно подразумевает существование верховного короля.
3. Маха Упаювараджа — обычно его носят короли, отрекшиеся от престола, но сохранившие исполнительную власть. Иногда также назначался могущественным регентам, осуществлявшим исполнительную власть.
4. Снаг — заместитель. Обычно означает осуществление исполнительной власти царствующим королем наряду с существованием царствующего монарха.
5. Маха Упараджа — вице-король. Обычно рождается наследником, но не обязательно старшим сыном правящего монарха.

Старшие жены монарха:
1. Королева (Самдать Брхат Анга Акка Махасури), с формой обращения Ее Величество, для основной жены, если она сводная сестра по отцовской линии.
2. Королева (Самдать Брхат Анга Махасури), с формой обращения Ее Величество, для главной жены, если она королевская принцесса, вышедшая замуж за короля и получившая на церемонии бракосочетания раковину и белый зонтик.
3. Королева (Самдать Брхат Анга Радж Деви), с формой обращения Ее Величество, для второй жены, если она королевская принцесса и вышла замуж по менее формальной церемонии бракосочетания (но ей также подарили раковину и белый зонтик).
4. Принцесса (Самдать Брхат Анга Джайя), с формой обращения Ее Королевское Высочество, для третьей жены, если королевской принцессе не подарили белый зонтик или раковину во время церемонии бракосочетания.

Младшие жены монарха, у которых не было королевского ранга, имели форму обращения Тяо Тьом и делились на шесть рангов:
1. Брхат Прийя или Брхат Парама.
2. Брхат Снам или Брхат Мнан.
3. Брхат Шри Нгар или Брхат Me Нанг.
4. Брхат Каруна Кара или Брхат Нанг.
5. Брхат Шри Кара или Анак Мнан.
6. Брхат Гама Нанг или Анак Нанг.

Сыновья монарха обладали рангом Брхат Радж Путра и носили следующие титулы:
1. Принц (Самдать Брхат Радж Ураса), с формой обращения Его Королевское Высочество, для сына старшей или второй королевы.
2. Принц (Самдать Брхат Парама Радж Путра), с формой обращения Его Королевское Высочество, для сына старшей, второй или третьей королевы.
3. Принц (Самдать Брхат Айя Путра), с формой обращения Его Королевское Высочество, для сына старшей, второй или третьей королевы.
4. Принц (Брхат Анга Мтях), с формой обращения Его Королевское Высочество, для сыновей монарха от третьей королевы, or conferred by brevet on the children of a Тяо Тьом или Анак.

Дочери монарха:
1. Принцесса (Самдать Брхат Раджа Тхида), с формой обращения Ее Королевское Высочество, для дочери старшей королевы или второй королевы.
2. Принцесса (Самдать Брхат Радж Путри), с формой обращения Ее Королевское Высочество, для дочери третьей королевы.
3. Принцесса (Брхат Анга Мтях), с формой обращения Ее Королевское Высочество, для дочерей Тяо Тьом.

Старшие члены Королевского Дома также получают титул «крум», эквивалентный «королевскому» титулу герцога или пэра. Их вручают принцам или принцессам, занимавшим какую-либо важную государственную должность. Они используются наряду с обычными королевскими обращениями и титулами, не передаются по наследству и обычно принадлежат сыновьям и дочерям короля. Порядок приоритета у них следующий:
1. Самдать Крум Брхат Анга — обычно сочетается с Махасена и ограничивается принцами, занимавшими пост премьер-министра.
2. Самдать Крум Брхат.
3. Сдать Крум Луанг.
4. Сдать Крум Кхун.
5. Сдать Крум Муен.

Старшие жены Маха Упаювараджей или Маха Упараджей традиционно носят следующие титулы:
1. Самдать Брхат Махасури — для главной консорт, если принцесса вышла замуж и получила раковину и белый зонтик во время брачной церемонии.
2. Брхат Радж Деви — для второй жены, если принцесса вышла замуж по менее формальной церемонии бракосочетания, но ей подарили раковину и белый зонтик.

Младшие жены Маха Упараджа или Маха Упаювараджа, которые не имеют королевского ранга, имеют форму обращения Тяо Тьом и делятся на три ранга:
1. Брхат Карума Кар.
2. Брхат Шри Кар.
3. Брхат Гам Нанг.

Жены старших принцев (самдать) обладали следующими титулами и рангами:
1. Брхат Деви — для принцесс ранга Брхат Анга Мтях или выше. Ее дети обладали титулом Брхат Анга Мтях, а также рангом Брхат Ураса (сыновья) и Брхат Тхида (дочери).
2. Брхат Джайя — для принцесс ранга Анак Анга Мтях. Ее дети обладали титулом Анак Анга Мтях.
3. Анак Мнан — для жен, которые не были принцессами. Ее дети обладали титулом Анак Анга Мтях.

Жены принцев ранга Брхат Анга Мтях обладали следующими титулами и рангами:
1. Брхат Джайя — для принцесс ранга Брхат Анга Мтях. Ее дети обладали титулом Брхат Анга Мтях, а также рангом Брхат Ураса (сыновья) и Брхат Тхида (дочери).
2. Джайя — для принцесс ранга Анак Анга Мтях. Ее дети обладали титулом Анак Анга Мтях и рангом Брхат Ураса (сыновья) и Брхат Тхида (дочери).
3. Анак Мнан — для жен ранга Анак Раджа Варман или ниже. Ее дети обладали титулом Анак Анга Мтях и рангом Брхат Ураса (сыновья) и Брхат Тхида (дочери).

Жены принцев ранга Анак Анга Мтях обладали следующими титулами и рангами:
1. Джайя — для принцесс ранга Анак Анга Мтях. Ее дети обладали титулом Анак Анга Мтях и рангом Брхат Ураса (сыновья) и Брхат Тхида (дочери).
2. Самрап — для жен, которые не были принцессами. Ее дети обладали титулом Анак Раджа Варман и рангом Ураса (сыновья) и Тхида (дочери). Они не имеют права на использование королевских титулов.

Жены принцев ранга Анак Анга Раджа Варман не имеют особых титулов и рангов, однако у их детей есть следующие:
1. Титул Анак Анга Раджа Варман и ранг Путра Прус (сыновья) и Путри Шри (дочери) для детей принцесс ранга Анак Анга Раджа Варман.
2. Титул Брхат Варман для детей женщины с титулом Брхат Варман или ниже. Они не имеют права на использование королевских титулов.

Старшинство мужских званий в королевской семье:
1. Самдать Брхат Радж Ураса, применяется форма обращения Его Королевское Высочество.
2. Самдать Брхат Парама Радж Путра, применяется форма обращения Его Королевское Высочество.
3. Самдать Брхат Айя Путра, применяется форма обращения Его Королевское Высочество.
4. Брхат Прийя Путра Кшатра, применяется форма обращения Его Королевское Высочество.
5. Брхат Анга Мтях, применяется форма обращения Его Королевское Высочество.
6. Анак Анга Мтях, применяется форма обращения Его Высочество.
7. Анак Анга Раджа Варман, применяется форма обращения Его Превосходительство (не имеет права на использование королевских титулов).
8. Брхат Варман (не имеет права на использование королевских титулов).

| # А Б В Г Д Е Ё Ж З И К Л М Н О П Р С Т У Ф Х Ц Ч Ш Щ Э Ю Я |

## А
- Адхипати (санскр. अधिपति, IAST: adhipati) — суверен.
- (кхмер. អធិបតី) — см. адхипати.
- Акхара[уточнить] — ранее это почетное звание присуждалось отдельным выдающимся персонам, однако с 1994 года оно присуждается кавалерам Строительной медали первой степени, потратившим более 100 000 долларов США на восстановление страны.
- Акка (санскр. अक्का, дословно — «мать») — сестра.
- Амматяс Дживитха Лудхибана, дословно — «Владыка Жизни, волос[уточнить] и всего сущего», один из королевских титулов.
- Анак (малайск. anak, дословно — «ребенок, дитя») — титул, который носит вторая жена более низкого ранга.
  - Анак Анга Мтях — титул, который носят дети Самдать от Брхат Джайя, Брхат Анга Мтях и Анак Анга Мтях или Анак Мнан.
  - Анак Мнан (кхмер. អ្នកម្នាង) — титул, который носит жена Самдать или Брхат Анга Мтях, Анак Раджа Варман или Брхат Варман, который родился нетитулованным.
  - Анак Нанг.
  - Анак Анга Раджа Варман — титул, который носят дети Анак Анга Мтях и Самрап, и дети двух Анак Раджа Варман.
- Анг (кхмер. អង្គ) — см. анга.
- А́нга (санскр. अङ्ग, IAST: aṅga) — персона.

## Б
- Баром (кхмер. បរម) — см. парама.
- Баром Реатеа (кхмер. បរមរាជា) — см. Парамараджа.
- Бат (кхмер. បាទ, បទ) — см. пада.
- Бот (кхмер. បុត្រ) — см. путра.
- Ботрей[уточнить] (кхмер. បុត្រី) — см. путри.
- Батум[b] (кхмер. បទុម), дословно — «лотос».
- Бра́хма (санскр. ब्रह्मा, IAST: Brahmā) — бог творения в индуизме.
- Брахман — высшее существо.
- Брхат (санскр. बृहत्, IAST: bṛhat) — агустейший, именитыый, священный.
  - Брхат Анга, дословно — «священное существо».
  - Брхат Анга Джайя — титул, который носила принцесса, вышедшая замуж за государя, получившего раковину от священника-брамина.
  - Брхат Анга Мтях — титул, который носят дети государя от его Анга Джайя или присвоенный бреветом детям Тяу Тьом или Анак. Также применяется к детям Маха Упараджа или Маха Упаювараджа от жены, которая не является принцессой, для детей двух Брхат Анга Мтях и для детей Самдать от Брхат Деви.
  - Брхат Деви — титул, который носит жена Самдать, если имеет ранг Брхат Анга Мтях.
  - Брхат Джайя — титул, который носит жена Самдать, если имеет ранг Анак Анга Мтях, также Брхат Анга Мтях, если имеет тот же ранг.
  - Брхат Кео Фа, дословно — «священный небесный кристалл», четвертый по важности титул королевского дома, присваиваемый мужчинам.
  - Брхат Ураса — термин применяется к детям Маха Упараджа или Маха Упаювараджа от жены, которая не является принцессой, для детей Брхат Анга Мтях от Брхат Джайя, Джайя или Анак Мнан, двух Анак Анга Мтях, и для детей Самдать от Брхат Джайя или Анак Мнан.
  - Брхат Прийя Путра Кшатра — термин применяется к сыновьям Маха Упараджа или Маха Упаювараджа от Брхат Махасури или Брхат Радж Деви, Самдать от Брхат Деви, или Брхат Анга Мтях от Брхат Джайя или Джайя.
  - Брхат Прийя Путри Кшатрийя — термин применяется к дочерям Маха Упараджа или Маха Упаювараджа от Брхат Махасури или Брхат Радж Деви. Также применяется к дочерям Самдать от Брхат Деви, или Брхат Анга Мтях от Брхат Джайя или Джайя.
  - Брхат Радж Деви — титул, который носит жена Маха Упараджа или Маха Упаювараджа.
  - Брхат Радж Путра (дословно — «священный королевский сын») — термин применяется к сыну государя.
  - Брхат Радж Путри (дословно — «священная королевская дочь») — термин применяется к дочери государя.
  - Брхат Варман — титул, который носят дети Анак Раджа Варман от Брхат Варман, или нетитулованной леди. Также применяется к детям двух Брхат Варман.
- Бупа́ти (санскр. भूपति, IAST: bhūpati), дословно — «владыка земли».

## В
- Варман
- Вонг (кхмер. វង្ស) — см. варман.

## Д
- Де́ви (санскр. देवी, IAST: devī), дословно — «царица».
- Джайя (санскр. जय, IAST: jaya), дословно — «победительница», титул, который носит жена Брхат Анга Мтях, если имеет ранг Анак Анга Мтях или Анак Анга Мтях или тот же ранг.
- Джайяварман.
- Дха́рма (санскр. धर्म, IAST: dharma, дословно — «учение, закон»)
- Дхармараджа (дословно — «повелитель закона») — см. список.

## И
- И́ндра (санскр. इन्द्र, IAST: Indra), дословно — «повелитель небесных существ», божество.
- И́швара (санскр. ईश्वर, IAST: Īśvara), дословно — «господь, повелитель».

## К
- Камбуджа (санскр. काम्बोज) — Камбоджа.
- Кампутьеа (кхмер. កម្ពុជា) — см. Камбуджа.
- Каруна Вишеша (санскр. करुणा विशेष, IAST: karuṇā viśeṣa), дословно — «сострадательный и милосердный», один из множества королевских титулов.
- Кео (кхмер. កែវ) — кристалл, драгоценный камень.
- Котха[уточнить] — сокровище.
- Крунг (кхмер. ក្រុង).
- Крунг Камбуджа, дословно — «Земля кхмеров»[уточнить], т.е. Камбоджа.
- Кхаттийя[уточнить] (пали khattiya) — палийская форма санскритского Кшатрийя.
- Кхун[уточнить] (кхмер. ឃុន).
- Кшатра[уточнить] — см. Кшатрийя.
- Кша́трийя (санскр. क्षत्रिय, IAST: kṣatríya, «властный, благородный») — принц, в основном ранга Анак Анга Мтях.
- Кшатри[уточнить] — см. Кшатрийи.
- Кшатрийи — принцесса, в основном ранга Анак Анга Мтях.
- Кшатрийи Кхаттияканна — принцесса, жена монарха, the Маха Упараджа или Маха Упаювараджа, of a Самдать ранга Брхат Анга Мтях, либо Самдать ранга Анак Анга Мтях.

## Л
- Лок Тюмтеав (кхмер. លោកជំទាវ) — the title of the principal wife of an Okhna.
- Луанг (кхмер. ហ្លួង).

## М
- Мнанг (кхмер. ម្នាង), дословно — «наложница».
- Мтях[уточнить] (кхмер. ម្ចាស់) — принц либо принцесса.
- Маха́ (санскр. महा, IAST: mahā), дословно — «великий».
  - Маха Упараджа, дословно — «великий второй король». Вице-король, третий по важности титул в иерархии, обычно присваиваемый наследнику, а также сыну или племяннику правящего короля.
  - Маха Упаювараджа, дословно — «великий соправитель», титул, часто используемый королями после их отречения.
- Махасури (IAST: Mahāsurī).
- Махендра[англ.] (санскр. महेन्द्र, IAST: Mahendra?).
- Мтях Тивит Лыхтхбанг[уточнить] — см. Амматяс Дживитха Лудхибана.
- Мони (кхмер. មុនិ) — см. муни.
- Моха (кхмер. មហា) — см. маха.
  - Моха Опарать (кхмер. មហាឧបរាជ) — см. Маха Упараджа.
- Мохасей[уточнить] (кхмер. មហេសី).
- Муен (кхмер. ម៉ឺន).
- Муни (санскр. मुनि, IAST: muni) — мудрец, аскет.

## Н
- Нан[уточнить] — см. Нанг.
- Нанг[уточнить] (кхмер. នាង) — леди, женщина.
- Нара — почетное звание.
- Нараяна (санскр. नारायण, IAST: Nārāyaṇa) — одно из воплощений бога Вишну.
- Нараянараджа
- Нарендра (санскр. नरेन्द्र, IAST: Narendra), дословно — «повелитель сущего».
- Ниппеан[уточнить] (кхмер. និព្វាន), дословно — «нирвана».
- Норей (кхмер. នរាយណ៍) — см. Нараяна.
- Норей Реатеа (кхмер. នរាយណ៍រាជា) — см. Нараянараджа.
- Нэак[уточнить] (кхмер. អ្នក)— см. анак.
- Нэак Анг Мтях (кхмер. អ្នកអង្គម្ចាស់) — см. Анак Анга Мтях.
- Нэак Анг Реатьвонг (кхмер. អ្នកអង្គរាជវង្ស) — см. Анак Анга Радж Варман.
- Нэак Нанг (кхмер. អ្នកនាង) — см. Анак Нанг.
- Нэак Окня (кхмер. អ្នកឧកញ៉ា).
- Нэак Срей (кхмер. អ្នកស្រី).

## О
- Окня[англ.] (кхмер. ឧកញ៉ា) — см. акхара.
- Онг — см. анга.
- Опарать (кхмер. ឧបរាជ) — см. упрараджа.
- Орас[уточнить] (кхмер. ឱរស[уточнить]) — см. Ураса.

## П
- Па́да (санскр. पाद, IAST: pāda), дословно — «основание».
- Па́дма (санскр. पद्म, IAST: padma), дословно — «лотос».
- Падмараджа (санскр. पद्मराज, IAST: Padmarāja, дословно — «царь лотоса») — см. Падумараджа.
- Падумараджа.
- Парама́ (санскр. परम, IAST: parama), дословно — «высший».
- Парамараджа (санскр. परमराज, IAST: Paramarāja), дословно — «верховный правитель».
- Понхеа[уточнить] (кхмер. ពញា) — принц.
- Прийя Путра́ — термин применяется к детям Брхат Анга Мтях от Анак Анга Мтях, Брхат Варман либо нетитулованных леди. Также для тех, кто Анак Анга Мтях от другой Анак Анга Мтях или Самрап.
  - Прийя Путра́ Кхсатра — термин применяется к сыновьям Самдать от его Брхат Деви.
- Прийя Путри Кхсатрия — термин применяется к дочерям Самдать от его Брхат Деви.
- Прэах[c] (кхмер. ព្រះ) — см. брхат.
  - Прэах Анг (кхмер. ព្រះអង្គ) — см. Брхат Анга.
    - Прэах Анг Мтях (кхмер. ព្រះអង្គម្ចាស់).
    - Прэах Анг Тьей — см. Брхат Анга Джайя.
    - Прэах Анг Тьетх — см. Брхат Анга Джайя.
    - Прэах Ме Нанг (кхмер. ព្រះម៉ែនាង) — см. Брхат Ме Нанг.

  - Прэах Вонгс (кхмер. ព្រះវង្ស) — см. Брхат Варман.
  - Прэах Реать Теп — см. Брхат Радж Деви.
  - Прэах Орас (кхмер. ព្រះឱរស) — см. Брхат Ураса.
  - Прэах Тьей (кхмер. ព្រះជ័យ) — см. Брхат Джайя.
  - Прэах Теп — см. Брхат Деви.
- Путра́ (санскр. पुत्र, IAST: putra), дословно — «сын».
  - Путра́ Прус — термин применяется к сыновьям Анак Раджа Варман от Анак Раджа Варман, Брхат Варман либо нетитулованных леди. Также используется для сыновей двух Брхат Варман.
- Путри (санскр. पुत्री, IAST: putrī), дословно — «дочь».
  - Путри Шри — термин применяется к дочерям Анак Раджа Варман от Анак Раджа Варман, Брхат Варман либо нетитулованных леди. Также используется для дочерей двух Брхат Варман.

## Р
- Радж (санскр. राज्) — Royal.
- Ра́джа (санскр. राज, IAST: rāja, дословно — «правитель») — когда используется отдельно, обычно обозначает «принц». В сочетании с рядом других королевских титулов обозначает «король».
- Раджадхираджа[уточнить] (санскр. राजाधिराज, IAST: rājādhirāja, дословно — «царь царей») — император.
- Ракша — защитник.
- Ра́ма (санскр. राम, IAST: Rāma) — обаятельный.
- Рамадхипати (IAST: Rāmadhipati), дословно — «повелитель Рамы».
- Риэх[уточнить] (кхмер. រាស្ត្រ) — титул применяется к детям Анак от нетитулованной леди.
- Реамеа (кхмер. រាមា) — см. рама.
- Реамеатхиптэй (кхмер. រាមាធិបតី) — см. Рамадхипати.
- Реатеатхиреать (кхмер. រាជាធិរាជ) — см. раджадхираджа.
- Реать (кхмер. រាជ) — см. радж.
- Реатьвонг (кхмер. រាជវង្ស) — см. Радж Варман.
- Реатеа (кхмер. ) — см. раджа.

## С
- Самдать (кхмер. សម្ដេច), дословно — «превосходнейший». В сочетании со Сдать, обозначает «верховный король» или «царствующий король».
  - Самдать Брхат:
    - Самдать Брхат Анга Махасури (IAST: Mahāsurī) — титул, который носит сын Старшая Королева.
    - Самдать Брхат Анга Радж Деви — данный титул носит вторая по старшинству жена государя.
    - Самдать Брхат Айя Путра (санскр. आय्य, IAST: ayya) — титул, который носит сын монарха от Анга Махасури или Анга Радж Деви.
    - Самдать Брхат Махасури — титул, который носит старшая жена Маха Упараджа или Маха Упаювараджа.
    - Самдать Брхат Парама Радж Путра — титул, который носит сын монарха от Анга Махасури или Анга Радж Деви.
    - Самдать Брхат Радж Ураса — титул, который носит сын монарха от Анга Махасури или Анга Радж Деви.
    - Самдать Брхат Радж Путра — сын монарха отАнга Джайя.
    - Самдать Брхат Радж Путри — дочь монарха от Анга Джайя.
    - Самдать Брхат Раджа Тхида — дочь монарха от Анга Махасури или Анга Радж Деви.

  - Самдать Преах (кхмер. សម្តេចព្រះ):
    - Самдать Прэах Моха Опарать (кхмер. សម្តេចព្រះមហាឧបរាជ្យ).
    - Самдать Прэах Мохеси — см. Самдать Брхат Махасури.
    - Самдать Прэах Опарать (кхмер. សម្តេចព្រះឧបរាជ).
    - Самдать Прэах Реать Орос (кхмер. សម្តេចព្រះរាជឱរស) — см. Самдать Брхат Радж Ураса.
- Самрап (кхмер. សម្រាប់) — жена Анак Анга Мтях низшего ранга.
- Самдеть — см. Самдать.
- Сдать (кхмер. ស្ដេច), дословно — «царь».
- Сдеть — см. Сдать.
- Симха́ (санскр. सिम्हा, IAST: siṃhā), дословно — «лев».
- Снанг (кхмер. ស្នង) — заместитель.
- Саом (кхмер. សោម).
- Саомвонг[кхмер.] (кхмер. សោមវង្ស) — Лунная династия.
- Сорьовонг (кхмер. សុរិយោវង្ស) — см. Сурьяварман.
- Срей (кхмер. ស្រី), дословно — «женщина».
- Су́рья (санскр. सूर्य, IAST: Sūrya, кхмер. សូយ៌្យ), дословно — «солнце».
- Сурьяварман (кхмер. សូយ៌្យវំឝ)
- Суванна — «золотой» (как «цвета Солнца»).

## Т
- Тев (кхмер. ទេវ) — см. деви.
- Теви (кхмер. ទេវី) — см. деви.
- Теп (кхмер. ទេព) — см. деви.
- Тепи (кхмер. ទេពី) — см. деви.
- Тивит[уточнить] (кхмер. ជីវិត).
- Тьей[уточнить] (кхмер. ជ័យ) — см. джайя.
- Трилокьясара — одно из воплощений Вишну.
- Трибхуванаявара — одно из воплощений Вишну.
- Тхида (кхмер. ធីតា, дословно — «дочь») — термин, используемый для указания дочерей Анак Анга Мтях от Самрап.
- Тхоммо (кхмер. ធម្ម) — см. дхарма.
- Тхоммо Реатеа (кхмер. ធម្មរាជា) — см. Дхармараджа.
- Тяу Крунг Камбуджа — Королевство Камбоджа.

## У
- Удайя (санскр. उदय, IAST: udayā), дословно — «восход».
- Упараджа.
- Ураса (санскр. उरस[уточнить]) — термин, используемый для указания сыновей Анак Анга Мтях от Самрап.
- Утьей[уточнить] (кхмер. ឧទ័យ).
- Утьей Реатеа[уточнить] (кхмер. ឧទ័យរាជាទី១).

## Ф
- Фа[уточнить] — небеса.

## Х
- Хари (санскр. हरि) — одно из воплощений Индры

## Ш
- Шри (санскр. श्री, IAST: śrī, дословно — «сияние, удача, счастье, процветание») — почетный титул.

## Э
- Эк — см. экка
- Экка (кхмер. អគ្គ) — первый, главный.

## Комментарии
1. ↑  Первые два титула обычно присуждаются бреветом в виде повышения по службе.
2. ↑  Ошибочно — батом.
3. ↑  Ошибочно — пра или про.